# 三瀬真美子
三瀬 真美子（みせ まみこ、1969年〈昭和44年〉9月17日 - ）は、日本のタレントである。オスカープロモーション所属。

## 人物・来歴
神奈川県出身。清泉女子大学卒業。
1988年モデル活動開始。広告やキャンペーンガールなどを中心に数多く出演。
1994年（平成6年）4月、第1回「シェイプUPガールズ オーディション」でグランプリを受賞し、4人組女性タレントグループ、『シェイプUPガールズ』の一員として芸能界デビューした。
グループ活動終了後は、個人での活動に移行した。
2011年（平成23年）2月2日、俳優の細川茂樹との結婚を発表した。

## 出演
→シェイプUPガールズ名義による出演については「シェイプUPガールズ § 出演」を参照

### テレビ
■レギュラー出演
- 「峰竜太のホンの昼メシ前」（毎週水曜日レギュラー）　（1999年、日本テレビ）
- 「カラントダウン１０」（MC）(毎週金曜日放送)（1999年10月、CS スカパー！）
- 「サントリーレディースオープン」（2000年～、フジテレビ）
- 「ＥＮＪＯＹ ＴＨＥ ＧＡＭＥ」（MC）（2001年5月、ＣＳゴルフネットワーク）
- 「ワイドスクランブル」（水曜日 準レギュラー）　（2002年、テレビ朝日）
- 「FANCL SENIOR CLASSIC 」ラウンドレポーター　（2002年、テレビ東京）
- 「笑顔がいちばん」　（2003年～、TBS）
- 「藤田幸希の飛ばしの秘訣」（MC）（2006年、ＣＳゴルフネットワーク）
- 「おでかけパレット」　（2006年、東海テレビ）
- 「セレクションＸ」　（2006年、テレビ朝日）
- 「サーキットの娘 ～スーパーカーエボリューション２１」（MC）（2009年、CS スカパー！）
- 「石渡俊彦ゴルフマジック」（ＭＣ）　（2010年4月～、ＣＳゴルフネットワーク）
- 「ゴルファーズ倶楽部」レギュラー　（2011年3月～、ＣＳゴルフネットワーク ）
- 「平尾昌晃チャリティゴルフ」（テレビ東京）
- 「叙々苑カップ」（テレビ東京）

■ゲスト出演
- 「日立 世界・ふしぎ発見！」ゲスト（2000年2月、TBS）
- 「朝だ！生です旅サラダ」マンスリーゲスト（2000年4月、テレビ朝日）
- 「インタラクTV 遊＆知」（2001年11月、NHKハイビジョン）
- 「ポチたま」（2002年、テレビ東京）
- 「目撃ドキュン」（2002年、テレビ朝日）
- 「金子柱憲・高田純次ゴルフの王道」（2004年、テレビ東京）
- 「フジサンケイクラシック」（2004年5月、フジテレビ）
- 「ドライブ A GO!GO!」（2006年、テレビ東京）
- 「夢路 ~ YUMEJI~」（2007年4月、TBS）
- 「TOSHIN GOLF TOURNAMENTプロアマ大会」（2011年9月、BSジャパン）
- 「土曜スペシャル」 旅企画リポーター（2012年、テレビ東京）
- 「踊る！さんま御殿」（2013年、日本テレビ）
- 「いい旅・夢気分」（2014年、テレビ東京）

## イベント出演
- 「ファンケルクラシック」（MC・レポーターとして) （2002年～2019年）
- 「ワールドカップ　カメルーン選手応援企画」　中津江～富士吉田１０００ｋｍ「とどけ夢のサッカーボール」（ＭＣ）（2002年6月）
- 「ゴルフウェア　マクレガーゴルフジャパントークショー」（ＭＣ）（2006年2月）
- 「５０’ｓ　ｋｉｄｓ　ＯＰＥＮ」（ＭＣ）（2006年11月）

## 映画
- 「新 湾岸ミッドナイト Part1」（グルーブコーポレーション・1998年6月）
- 「新 湾岸ミッドナイト Part2」（グルーブコーポレーション・1998年8月）
- 「河童」（2006年）

## ソロ写真集
いずれも近代映画社より発売
- 「!（Are）」（1997年11月）
- 「TOKYO SESSION」（1998年11月）
- 「round」（2001年5月）
- 「roundII "MM BOX"」（2001年8月）

## CM
- サントリー
- アサヒ飲料
- パイロット